# The Magic Flute (2022)
The Magic Flute is een Duitse speelfilm uit 2022, gebaseerd op Die Zauberflöte van Wolfgang Amadeus Mozart.

## Verhaal
Tim wordt aangenomen op het prestigieuze Mozart-internaat, waar zijn vader ook leerling is geweest. Hij krijgt van zijn vader een boek mee, wat zijn vader destijds meegenomen heeft. Het boek blijkt om 3 uur 's nachts toegang te geven tot de wereld uit Die Zauberflöte. Tim moet daar de rol van prins Tamino op zich nemen.

## Rolverdeling
| Acteur                       | Personage                          | Opmerkingen             |
| ---------------------------- | ---------------------------------- | ----------------------- |
| Jack Wolfe                   | Tim Walker / Tamino                | Hoofdrol                |
| F. Murray Abraham            | Dr. Longbow                        | directeur van de school |
| Niamh McCormack              | Sophie                             |                         |
| Ellie Courtiour              | Paolo Tocci (als Elliot Courtiour) | kamergenoot van Tim     |
| Cosima Henman                | Olivia                             |                         |
| Amir Wilson                  | Anton Milanesi                     |                         |
| Rolando Villazón             | Enrico Milanesi                    |                         |
| Tedros 'Teddy' Teclebrhan    | Mr. Baumgartner                    |                         |
| Waldemar Kobus               | Mr. Suessmayr                      |                         |
| Greg Wise                    | James Walker                       |                         |
| Luyanda Unati Lewis-Nyawo    | Nurse                              |                         |
| Iwan Rheon                   | Papageno                           |                         |
| Stéfi Celma                  | Papagena                           |                         |
| Robin Gooch                  | Old Papagena                       |                         |
| Sabine Devieilhe             | Queen of the Night                 |                         |
| Asha Banks                   | Princess Pamina                    |                         |
| Morris Robinson              | Sarastro                           |                         |
| Stefan Konarske              | Monostatos                         |                         |
| Larissa Sirah Herden         | Lady Hazel                         |                         |
| Jasmin Shakeri               | Lady Scarlet                       |                         |
| Jeanne Goursaud              | Lady Azure                         |                         |
| Wilson Gonzalez Ochsenknecht | Priest 1                           |                         |
| Steffen Mennekes             | Priest 2                           |                         |
| Ryan Hadaller                | Priest 3                           |                         |
| Noureddine Farihi            | Unseen Priest                      |                         |
| Niklas Dis                   | Student 1                          |                         |
| Jerome Bel                   | Student 2 (als Jerome Bèl)         |                         |
| Leslie Sugandarajah          | Conductor                          |                         |
| Bertie Caplan                | Spirit 1                           |                         |
| Sidney Jackson               | Spirit 2                           |                         |
| Yoni Bronks                  | Spirit 3                           |                         |
| André Midex                  | Feature Citizen                    |                         |
| Nic Kaufmann                 | Feature Citizen                    |                         |
| Ochmaa Göbel                 | Feature Citizen                    |                         |
| Flynn Amadeus Akar           | Feature Citizen                    |                         |
| Nico Marians                 | Feature Citizen                    |                         |
| Kofi Albert Osei-Wusu        | Feature Citizen                    |                         |

## Ontvangst
De film heeft een score van 47% op Rotten Tomatoes met 19  reviews.